# Milano-Torino 1933
La Milano-Torino 1933, ventunesima edizione della corsa, si svolse il 9 aprile 1933 su un percorso di 210 km con partenza a Milano e arrivo a Torino. Fu vinta dall'italiano Giuseppe Graglia, che completò il percorso in 6h05'00" precedendo in volata i connazionali Attilio Masarati e Antonio Folco. Completarono la prova 31 dei 126 ciclisti al via.
Organizzata dalla S.C. Paracchi di Torino, coadiuvata dalla U.S. Milanese, fu riservata a ciclisti di II e III categoria (indipendenti e dilettanti).

## Percorso
Dopo il via da Milano, il percorso attraversò Legnano, Gallarate, Sesto Calende, Oleggio Castello, Borgomanero, Cureggio, Gattinara, Biella, Alice Castello, Cigliano, Rondissone, la salita della Rezza, Chieri e la salita di Pino Torinese; da lì si avviò verso il Motovelodromo torinese, sede del traguardo dopo 210 km di gara.

## Ordine d'arrivo (Top 10)
| Pos. | Corridore        | Squadra       | Tempo    |
| ---- | ---------------- | ------------- | -------- |
| 1    | Giuseppe Graglia | S.C. Vigor    | 6h05'00" |
| 2    | Attilio Masarati | C. Battisti   | s.t.     |
| 3    | Antonio Folco    | S.C. Paracchi | s.t.     |
| 4    | Felice Lessona   | S.C. Paracchi | s.t.     |
| 5    | Carlo Moretti    | P. Bollatese  | s.t.     |
| 6    | Battista Astrua  | S.C. Vigor    | s.t.     |
| 7    | Giulio Rimoldi   | Bonservizi    | a 30"    |
| 8    | Mario Lusiani    | U.S. Ausonia  | s.t.     |
| 9    | Remo Castiglione | Madonna C.    | s.t.     |
| 10   | Carlo Rovida     | C. Battisti   | s.t.     |